# 板倉宏昭
板倉 宏昭（いたくら　ひろあき）は、日本の経済学者。東京都公立大学法人 東京都立産業技術大学院大学 産業技術研究科教授。専門は経営学。

## 来歴・人物
刑法学者の板倉宏の長男として生まれる。神奈川県立湘南高等学校卒業。東京大学大学院先端学際工学専攻博士課程修了。マサチューセッツ工科大学（MIT）スローン経営大学院修了。東京大学での指導教官は野口悠紀雄であった。
日本IBM勤務、マサチューセッツ工科大学（MIT)経営大学院客員研究員、東京大学先端研客員研究員、香川大学大学院地域マネジメント研究科（香川大学ビジネススクール）教授、同研究科長、横幹連合理事、中四国商経学会理事、日本経営システム学会常任理事、研究・技術研究学会理事、経営行動研究学会理事、浙江工商大学客員教授などを歴任する。

## 学位
- 東京大学博士（学術）（2000年）
- マサチューセッツ工科大学（MIT）経営大学院修士（1996年）

## 主要著書
- 『デジタル時代の組織設計』（白桃書房,2002年）
- 『イノベーション創出の経営学』（共著 白桃書房,2004年）
- 『組織能力革命－持続的競争優位の戦略モデル－』（共著 同友館,2004年）
- 『ケースブック地方発企業の挑戦』（税務経理協会,2005年）
- 『ネットワーク化が生み出す地域力』（共著 白桃書房,2009年）
- 『経営学講義』（勁草書房,2010年）
- 『新訂　経営学講義』（勁草書房,2017年）